# マリア・ホセ・ローラ
マリア・ホセ・ローラ（María José Lora、1990年8月15日 - ）は、ペルーのモデル・女優。ミス・グランド・インターナショナル2017優勝（ペルー代表として初）
。

## 経歴
1990年8月15日、ラ・リベルタ県トルヒーリョに生まれる。父はErnesto Lora、母はSonia María Loayza。3人の兄弟姉妹（Juan Humberto Lora Loayza, Gabriela Lora Loayza, Blanca Lucía Lora Loayza）がいる。彼女が幼いころ、一家はトルヒーリョ市内のHuanchaco地区に移り住んだ。
2015年からモデル業を開始（本格的には2017年から）。モデルになりたくて叶わなかった母ソニアの影響がある。
2017年10月25日、ベトナムで開催されたミス・グランド・インターナショナル2017で優勝。
2018年現在、ロサンゼルスでモデル代理店La' Belle Model Managementを経営する。

### 私生活
2018年6月、父Ernestoが死去したことを本人のインスタグラムを通して発表。
夫がいる。2019年8月、息子を出産。

### エピソード
本当はMiss Perú Universoに出場したかったが、Jessica Newton（ミス・ペルー機構理事。ミス・ユニバース1987出場経験者）の勧めによりミス・グランド・インターナショナルに応募した。